# Dodatečné projednání dědictví
Tzv. dodatečné projednání dědictví je neoficiální, ale v právní praxi stále užívané označení pro pozůstalostní řízení, jehož předmětem je majetek objevený až po pravomocném skončení původního řízení o pozůstalosti po dotyčném zůstaviteli, popřípadě předchozího dodatečného projednání dědictví. V současném českém právním řádu je dodatečné projednání dědictví upraveno v ustanovení § 192 a § 193 zákona o zvláštních řízeních soudních.
Řízení o dodatečném projednání dědictví se zahajuje v případě, že se objeví nějaký nový majetek (tj. nějaké právo, o němž se v předchozích dědických řízeních nevědělo), popřípadě i dluh; objeví-li se pouze dluh zůstavitele, řízení se neprovede. Z kvantitativního hlediska představují dodatečná projednání dědictví řádově pětinu dědických věcí projednávaných českými soudy (tj. na čtyři dědická řízení zahájená na základě oznámení o úmrtí připadá přibližně jedno dodatečné projednání dědictví).[zdroj?] Předmětem dodatečného projednání dědictví jsou nejčastěji nemovitosti (většinou zemědělské pozemky, které byly před rokem 1989 užívány zemědělskými družstvy nebo podobnými subjekty), ale také cenné papíry, vkladní knížky, obchodní podíly, přeplatky na dani apod.
V praxi se vyskytují dva druhy dodatečného projednání dědictví:
- Pokud se v původním dědickém řízení (resp. v některém z předchozích dědických řízeních) zjišťovalo, kdo je dědicem po zůstaviteli, potvrdí se nabytí nově objeveného majetku jedinému dědici (nebo státu, jde-li o odúmrť) anebo se o nově objeveném majetku uzavře dědická dohoda, je-li více dědiců (popřípadě se potvrdí nabytí dědictví dědicům podle jejich dědických podílů, nedojde-li k uzavření dědické dohody).
- Pokud však bylo původní řízení o dědictví (resp. všechna předchozí dědická řízení) zastaveno, takže se okruh dědiců nezjišťoval, musí být nejprve zjištěno, kdo je dědicem po zůstaviteli. Teprve poté, co bude zjištěn okruh dědiců (tj. po jejich neodmítnutí dědictví), může být nabytí nově objeveného majetku potvrzeno jedinému dědici (nebo státu, jde-li o odúmrť) anebo uzavřena dědická dohoda (popřípadě potvrzeno nabytí dědictví dědicům podle jejich dědických podílů, nedojde-li k uzavření dědické dohody). K případnému majetku vydanému v původním dědickém řízení (resp. v předchozích dědických řízeních) vypraviteli pohřbu se přitom nepřihlíží.